# 서명비
서명비(영어: signature bonus, 서명보너스, 사이닝보너스 등으로도 번역됨)는 석유·가스 분야에서 흔히 발생하는 비용인데, 석유·가스 자원을 가진 국가가 광구권을 분양하면서 계약을 맺을 때 광구권을 받은 업체가 국가 측에 지급하는 일종의 보상금이다. 자원 주권을 가진 국가에서는 천연 자원을 홍보하여 국내외 업체를 끌어들이고, ㄱ. 광구권을 분양할 때, ㄴ. 자원이 발견되었을 때, ㄷ. 실제 생산이 이루어졌을 때 등 탐사 및 개발 과정에서 보상금을 받아 수익을 늘리는 것을 꾀한다.
자원보유국과 광구권을 원하는 기업이 맺는 계약에는 여러 종류가 있다. 크게는 양허계약, 생산물분배협정, 서비스제공계약의 형태가 있다.